# Recopa de Europa 1994-95
La Recopa de Europa 1994-95 fue la 35a edición de la Recopa de Europa, en la que participaron los campeones nacionales de copa en la temporada anterior. En esta edición participaron 44 clubes pertenecientes a 43 federaciones nacionales diferentes.
La final, disputada a partido único, enfrentó al Real Zaragoza con el vigente campeón, el Arsenal FC, en el estadio Parc des Princes, en París, donde venció el conjunto maño por 2-1.

## Ronda previa
| Equipo 1          | Agr. | Equipo 2         | Ida | Vuelta |
| ----------------- | ---- | ---------------- | --- | ------ |
| Bangor            | 0–5  | Tatran Prešov    | 0–1 | 0–4    |
| Barry Town        | 0–7  | Žalgiris Vilnius | 0–1 | 0–6    |
| Bodø/Glimt        | 6–0  | Olimpija Rīga    | 6–0 | 0–0    |
| Fandok Bobruisk   | 4–4  | SK Tirana        | 4–1 | 0–3    |
| Ferencváros       | 12–2 | F91 Dudelange    | 6–1 | 6–1    |
| Floriana          | 2–3  | Sligo Rovers     | 2–2 | 0–1    |
| Keflavík          | 2–6  | Maccabi Tel Aviv | 1–2 | 1–4    |
| Norma Tallinn     | 1–14 | Maribor          | 1–4 | 0–10   |
| Pirin Blagoevgrad | 4–0  | Schaan           | 3–0 | 1–0    |
| B71 Sandoy        | 0–7  | HJK              | 0–5 | 0–2    |
| Tiligul Tiraspol  | 1–4  | Omonia           | 0–1 | 1–3    |
| Viktoria Žižkov   | 4–3  | IFK Norrköping   | 1–0 | 3–3    |

Ida
| 11 de agosto de 1994 | Bangor | 0–1     | Tatran Prešov | Clandeboye Park, Bangor                                  |                                                          |
|                      |        | Reporte | Nenadić 71'   | Asistencia: 1,050 espectadores Árbitro(s): Gylfi Orrason | Asistencia: 1,050 espectadores Árbitro(s): Gylfi Orrason |

| 11 de agosto de 1994 | Barry Town | 0–1     | Žalgiris Vilnius | Ninian Park, Cardiff                                       |                                                            |
|                      |            | Reporte | Vencevičius 77'  | Asistencia: 1,914 espectadores Árbitro(s): Roy Helge Olsen | Asistencia: 1,914 espectadores Árbitro(s): Roy Helge Olsen |

| 11 de agosto de 1994 | Bodø/Glimt                                                     | 6–0     | Olimpija Rīga | Aspmyra Stadion, Bodø                                    |                                                          |
|                      | Berstad 6' · R. Berg 53', 89' · Bjørkan 70' · Johnsen 72', 82' | Reporte |               | Asistencia: 2,290 espectadores Árbitro(s): Sten Johanzon | Asistencia: 2,290 espectadores Árbitro(s): Sten Johanzon |

| 11 de agosto de 1994 | Fandok Bobruisk                                 | 4–1     | SK Tirana  | Dinamo Stadium, Minsk                                       |                                                             |
|                      | Yaromka 1', 5' · Khrypach 65' · Savostsikaw 72' | Reporte | Prenga 89' | Asistencia: 5,500 espectadores Árbitro(s): Nikolai Levnikov | Asistencia: 5,500 espectadores Árbitro(s): Nikolai Levnikov |

| 11 de agosto de 1994 | Ferencváros                                                           | 6–1     | F91 Dudelange | Üllői úti stadion, Budapest                                        |                                                                    |
|                      | Neagoe 2' · Szekeres 17', 75' · Páling 44' · Lipcsei 55' · Albert 76' | Reporte | Fanelli 82'   | Asistencia: 13,825 espectadores Árbitro(s): Adrian Geamăn Moroianu | Asistencia: 13,825 espectadores Árbitro(s): Adrian Geamăn Moroianu |

| 11 de agosto de 1994 | Floriana            | 2–2     | Sligo Rovers            | National Stadium, Ta' Qali                                       |                                                                  |
|                      | Stefanović 52', 89' | Reporte | Moran 12' · M. Reid 31' | Asistencia: 2,030 espectadores Árbitro(s): Celino Gracia Redondo | Asistencia: 2,030 espectadores Árbitro(s): Celino Gracia Redondo |

| 11 de agosto de 1994 | Keflavík    | 1–2     | Maccabi Tel Aviv        | Keflavíkurvöllur, Keflavík                                |                                                           |
|                      | Tanasić 74' | Reporte | Klinger 38' · Nimni 82' | Asistencia: 844 espectadores Árbitro(s): Richard O'Hanlon | Asistencia: 844 espectadores Árbitro(s): Richard O'Hanlon |

| 11 de agosto de 1994 | Norma Tallinn | 1–4     | Maribor                                                | Kadrioru staadion, Tallinn                              |                                                         |
|                      | Rõtškov 82'   | Reporte | Galič 51' · Milevski 62' · Ǵurovski 69' · Šimundža 90' | Asistencia: 1,000 espectadores Árbitro(s): Mika Peltola | Asistencia: 1,000 espectadores Árbitro(s): Mika Peltola |

| 11 de agosto de 1994 | Pirin Blagoevgrad                    | 3–0     | Schaan | Vasil Levski National Stadium, Sofia                        |                                                             |
|                      | Orachev 18' · Yanev 29' · Petrov 59' | Reporte |        | Asistencia: 1,744 espectadores Árbitro(s): Andreas Georgiou | Asistencia: 1,744 espectadores Árbitro(s): Andreas Georgiou |

| 11 de agosto de 1994 | B71 Sandoy | 0–5     | HJK                                           | Inni í Dal, Sandur                                        |                                                           |
|                      |            | Reporte | Vanhala 4', 85' · Lius 20', 68' · Heinola 81' | Asistencia: 462 espectadores Árbitro(s): Dermot Gallagher | Asistencia: 462 espectadores Árbitro(s): Dermot Gallagher |

| 11 de agosto de 1994 | Tiligul Tiraspol | 0–1     | Omonia          | Stadionul Republican, Chișinău                          |                                                         |
|                      |                  | Reporte | Gogrichiani 16' | Asistencia: 4,000 espectadores Árbitro(s): Günter Benkö | Asistencia: 4,000 espectadores Árbitro(s): Günter Benkö |

| 11 de agosto de 1994 | Viktoria Žižkov | 1–0     | IFK Norrköping | Stadion FK Viktoria Žižkov, Prague                       |                                                          |
|                      | Poborský 73'    | Reporte |                | Asistencia: 1,905 espectadores Árbitro(s): László Vágner | Asistencia: 1,905 espectadores Árbitro(s): László Vágner |

Vuelta
| 24 de agosto de 1994 | Schaan | 0–1 (Global 0-4) | Pirin Blagoevgrad | Sportanlage Rheinwiese, Schaan                           |                                                          |
|                      |        | Reporte          | Ianev 2'          | Asistencia: 1,150 espectadores Árbitro(s): Štefan Tivold | Asistencia: 1,150 espectadores Árbitro(s): Štefan Tivold |

| 24 de agosto de 1994 | HJK                          | 2–0 (Global 7-0) | B71 Sandoy | Tapiolan Urheilupuisto, Helsinki                              |                                                               |
|                      | Kottila 1' · Suokonautio 80' | Reporte          |            | Asistencia: 1,257 espectadores Árbitro(s): Algirdas Dubinskas | Asistencia: 1,257 espectadores Árbitro(s): Algirdas Dubinskas |

| 25 de agosto de 1994 | Tatran Prešov                          | 4–0 (Global 5-0) | Bangor | Štadión 1. FC Tatran Prešov, Prešov                     |                                                         |
|                      | Kočiš 13', 48' · Matta 40' · Höger 56' | Reporte          |        | Asistencia: 4,972 espectadores Árbitro(s): Mateo Beušan | Asistencia: 4,972 espectadores Árbitro(s): Mateo Beušan |

| 25 de agosto de 1994 | Žalgiris Vilnius                                                                       | 6–0 (Global 7-0) | Barry Town | Žalgiris Stadium, Vilnius                           |                                                     |
|                      | Karvelis 17', 49' · Baltušnikas 39' · Poderis 48' · Maciulevičius 65' · Jankauskas 86' | Reporte          |            | Asistencia: 2,900 espectadores Árbitro(s): Dick Jol | Asistencia: 2,900 espectadores Árbitro(s): Dick Jol |

| 25 de agosto de 1994 | Olimpija Rīga | 0–0 (Global 0-6) | Bodø/Glimt | Latvijas Universitates Stadions, Riga                |                                                      |
|                      |               | Reporte          |            | Asistencia: 500 espectadores Árbitro(s): Finn Lambek | Asistencia: 500 espectadores Árbitro(s): Finn Lambek |

| 25 de agosto de 1994                                   | KF Tirana             | 3–0 (Global 4-4) | Fandok Bobruisk | Qemal Stafa Stadium, Tirana                                 |                                                             |
|                                                        | Fortuzi 46', 77', 90' | Reporte          |                 | Asistencia: 1,500 espectadores Árbitro(s): Hermann Albrecht | Asistencia: 1,500 espectadores Árbitro(s): Hermann Albrecht |
| KF Tirana clasifica por la regla del gol de visitante. |                       |                  |                 |                                                             |                                                             |

| 25 de agosto de 1994 | F91 Dudelange | 1–6 (Global 2-12) | Ferencváros                                                                   | Stade Jos Nosbaum, Dudelange                          |                                                       |
|                      | Mogrante 20'  | Reporte           | Lisztes 6' · Páling 17' · Lipcsei 38', 68' · Christiansen 55' · Zavadszky 88' | Asistencia: 1,162 espectadores Árbitro(s): Marc Batta | Asistencia: 1,162 espectadores Árbitro(s): Marc Batta |

| 25 de agosto de 1994 | Sligo Rovers | 1–0 (Global 3-2) | Floriana | Showgrounds, Sligo                                                |                                                                   |
|                      | Brennan 70'  | Reporte          |          | Asistencia: 3,058 espectadores Árbitro(s): Antonio Almeida Marcal | Asistencia: 3,058 espectadores Árbitro(s): Antonio Almeida Marcal |

| 25 de agosto de 1994 | Maccabi Tel Aviv                                  | 4–1 (Global 6-2) | Keflavík    | Ramat Gan Stadium, Ramat Gan                              |                                                           |
|                      | Shoham 14' · Brumer 17' · Klinger 24' · Driks 69' | Reporte          | Tanasić 38' | Asistencia: 8,125 espectadores Árbitro(s): Roger Philippi | Asistencia: 8,125 espectadores Árbitro(s): Roger Philippi |

| 25 de agosto de 1994 | Maribor                                                                           | 10–0 (Global 14-1) | Norma Tallinn | Ljudski vrt, Maribor                                       |                                                            |
|                      | Gjurovski 5', 9' · Gutalj 20', 45' · Bozgo 22', 24', 42', 82' · Šimundža 39', 84' | Reporte            |               | Asistencia: 4,500 espectadores Árbitro(s): Ladislav Gadosi | Asistencia: 4,500 espectadores Árbitro(s): Ladislav Gadosi |

| 25 de agosto de 1994 | Omonia                                        | 3–1 (Global 4-1) | Tiligul Tiraspol | Makario Stadium, Nicosia                                   |                                                            |
|                      | Kantilos 6' (pen.) · Tutić 45' · Savvidis 89' | Reporte          | Belous 50'       | Asistencia: 12,500 espectadores Árbitro(s): Haim Lipkovitz | Asistencia: 12,500 espectadores Árbitro(s): Haim Lipkovitz |

| 25 de agosto de 1994 | IFK Norrköping                            | 3–3 (Global 3-4) | Viktoria Žižkov                             | Idrottsparken, Norrköping                                      |                                                                |
|                      | Hansson 40', 70' · Vaattovaara 89' (pen.) | Reporte          | Trval 52' · Kordule 58' · Vrabec 87' (pen.) | Asistencia: 3,060 espectadores Árbitro(s): Zbigniew Przesmycki | Asistencia: 3,060 espectadores Árbitro(s): Zbigniew Przesmycki |

## Rondas siguientes
|  | Primera ronda                                                    | Primera ronda                                                    | Primera ronda                                                    | Primera ronda                                                    |   |               | Octavos de final                                            | Octavos de final                                            | Octavos de final                                            | Octavos de final                                            |  |                | Cuartos de final                                                    | Cuartos de final                                                    | Cuartos de final                                                    | Cuartos de final                                                    |  |               | Semifinales                                           | Semifinales                                           | Semifinales                                           | Semifinales                                           |  |                       | Final                                             | Final                                             |  |
|  | 15 de septiembre de 1994 (ida) 29 de septiembre de 1994 (vuelta) | 15 de septiembre de 1994 (ida) 29 de septiembre de 1994 (vuelta) | 15 de septiembre de 1994 (ida) 29 de septiembre de 1994 (vuelta) | 15 de septiembre de 1994 (ida) 29 de septiembre de 1994 (vuelta) |   |               | 20 de octubre de 1994 (ida) 3 de noviembre de 1994 (vuelta) | 20 de octubre de 1994 (ida) 3 de noviembre de 1994 (vuelta) | 20 de octubre de 1994 (ida) 3 de noviembre de 1994 (vuelta) | 20 de octubre de 1994 (ida) 3 de noviembre de 1994 (vuelta) |  |                | 28 de feb. al 2 de marzo de 1995 (ida) 16 de marzo de 1995 (vuelta) | 28 de feb. al 2 de marzo de 1995 (ida) 16 de marzo de 1995 (vuelta) | 28 de feb. al 2 de marzo de 1995 (ida) 16 de marzo de 1995 (vuelta) | 28 de feb. al 2 de marzo de 1995 (ida) 16 de marzo de 1995 (vuelta) |  |               | 6 de abril de 1995 (ida) 20 de abril de 1995 (vuelta) | 6 de abril de 1995 (ida) 20 de abril de 1995 (vuelta) | 6 de abril de 1995 (ida) 20 de abril de 1995 (vuelta) | 6 de abril de 1995 (ida) 20 de abril de 1995 (vuelta) |  |                       | 10 de mayo de 1995 Parque de los Príncipes, París | 10 de mayo de 1995 Parque de los Príncipes, París |  |
|  |                                                                  |                                                                  |                                                                  |                                                                  |   |               |                                                             |                                                             |                                                             |                                                             |  |                |                                                                     |                                                                     |                                                                     |                                                                     |  |               |                                                       |                                                       |                                                       |                                                       |  |                       |                                                   |                                                   |  |
|  |                                                                  |                                                                  |                                                                  |                                                                  |   |               |                                                             |                                                             |                                                             |                                                             |  |                |                                                                     |                                                                     |                                                                     |                                                                     |  |               |                                                       |                                                       |                                                       |                                                       |  |                       |                                                   |                                                   |  |
|  | Žalgiris Vilnius                                                 | 1                                                                | 1                                                                | 2                                                                |   |               |                                                             |                                                             |                                                             |                                                             |  |                |                                                                     |                                                                     |                                                                     |                                                                     |  |               |                                                       |                                                       |                                                       |                                                       |  |                       |                                                   |                                                   |  |
|  | Žalgiris Vilnius                                                 | 1                                                                | 1                                                                | 2                                                                |   |               |                                                             |                                                             |                                                             |                                                             |  |                |                                                                     |                                                                     |                                                                     |                                                                     |  |               |                                                       |                                                       |                                                       |                                                       |  |                       |                                                   |                                                   |  |
|  | Feyenoord                                                        | 1                                                                | 2                                                                | 3                                                                |   |               |                                                             |                                                             |                                                             |                                                             |  |                |                                                                     |                                                                     |                                                                     |                                                                     |  |               |                                                       |                                                       |                                                       |                                                       |  |                       |                                                   |                                                   |  |
|  | Feyenoord                                                        | 1                                                                | 2                                                                | 3                                                                |   | Feyenoord     | 1                                                           | 4                                                           | 5                                                           |                                                             |  |                |                                                                     |                                                                     |                                                                     |                                                                     |  |               |                                                       |                                                       |                                                       |                                                       |  |                       |                                                   |                                                   |  |
|  |                                                                  |                                                                  |                                                                  |                                                                  |   | Feyenoord     | 1                                                           | 4                                                           | 5                                                           |                                                             |  |                |                                                                     |                                                                     |                                                                     |                                                                     |  |               |                                                       |                                                       |                                                       |                                                       |  |                       |                                                   |                                                   |  |
|  |                                                                  |                                                                  | Werder Bremen                                                    | 0                                                                | 3 | 3             |                                                             |                                                             |                                                             |                                                             |  |                |                                                                     |                                                                     |                                                                     |                                                                     |  |               |                                                       |                                                       |                                                       |                                                       |  |                       |                                                   |                                                   |  |
|  | Maccabi Tel Aviv                                                 | 0                                                                | Werder Bremen                                                    | 0                                                                | 3 | 3             | 0                                                           | 0                                                           |                                                             |                                                             |  |                |                                                                     |                                                                     |                                                                     |                                                                     |  |               |                                                       |                                                       |                                                       |                                                       |  |                       |                                                   |                                                   |  |
|  | Maccabi Tel Aviv                                                 | 0                                                                |                                                                  |                                                                  |   |               |                                                             |                                                             |                                                             |                                                             |  |                |                                                                     |                                                                     |                                                                     |                                                                     |  |               |                                                       |                                                       |                                                       |                                                       |  |                       |                                                   |                                                   |  |
|  | Werder Bremen                                                    | 0                                                                | 2                                                                | 2                                                                |   |               |                                                             |                                                             |                                                             |                                                             |  |                |                                                                     |                                                                     |                                                                     |                                                                     |  |               |                                                       |                                                       |                                                       |                                                       |  |                       |                                                   |                                                   |  |
|  | Werder Bremen                                                    | 0                                                                | 2                                                                | 2                                                                |   |               |                                                             |                                                             |                                                             |                                                             |  | Feyenoord      | 1                                                                   | 0                                                                   | 1                                                                   |                                                                     |  |               |                                                       |                                                       |                                                       |                                                       |  |                       |                                                   |                                                   |  |
|  |                                                                  |                                                                  |                                                                  |                                                                  |   |               |                                                             |                                                             |                                                             |                                                             |  | Feyenoord      | 1                                                                   | 0                                                                   | 1                                                                   |                                                                     |  |               |                                                       |                                                       |                                                       |                                                       |  |                       |                                                   |                                                   |  |
|  |                                                                  |                                                                  | Real Zaragoza                                                    | 0                                                                | 2 | 2             |                                                             |                                                             |                                                             |                                                             |  |                |                                                                     |                                                                     |                                                                     |                                                                     |  |               |                                                       |                                                       |                                                       |                                                       |  |                       |                                                   |                                                   |  |
|  | Dundee United                                                    | 3                                                                | Real Zaragoza                                                    | 0                                                                | 2 | 2             | 1                                                           | 4                                                           |                                                             |                                                             |  |                |                                                                     |                                                                     |                                                                     |                                                                     |  |               |                                                       |                                                       |                                                       |                                                       |  |                       |                                                   |                                                   |  |
|  | Dundee United                                                    | 3                                                                |                                                                  |                                                                  |   |               |                                                             |                                                             |                                                             |                                                             |  |                |                                                                     |                                                                     |                                                                     |                                                                     |  |               |                                                       |                                                       |                                                       |                                                       |  |                       |                                                   |                                                   |  |
|  | Tatran Prešov                                                    | 2                                                                | 3                                                                | 5                                                                |   |               |                                                             |                                                             |                                                             |                                                             |  |                |                                                                     |                                                                     |                                                                     |                                                                     |  |               |                                                       |                                                       |                                                       |                                                       |  |                       |                                                   |                                                   |  |
|  | Tatran Prešov                                                    | 2                                                                | 3                                                                | 5                                                                |   | Tatran Prešov | 0                                                           | 1                                                           | 1                                                           |                                                             |  |                |                                                                     |                                                                     |                                                                     |                                                                     |  |               |                                                       |                                                       |                                                       |                                                       |  |                       |                                                   |                                                   |  |
|  |                                                                  |                                                                  |                                                                  |                                                                  |   | Tatran Prešov | 0                                                           | 1                                                           | 1                                                           |                                                             |  |                |                                                                     |                                                                     |                                                                     |                                                                     |  |               |                                                       |                                                       |                                                       |                                                       |  |                       |                                                   |                                                   |  |
|  |                                                                  |                                                                  | Real Zaragoza                                                    | 4                                                                | 2 | 6             |                                                             |                                                             |                                                             |                                                             |  |                |                                                                     |                                                                     |                                                                     |                                                                     |  |               |                                                       |                                                       |                                                       |                                                       |  |                       |                                                   |                                                   |  |
|  | Gloria Bistrița                                                  | 2                                                                | Real Zaragoza                                                    | 4                                                                | 2 | 6             | 0                                                           | 2                                                           |                                                             |                                                             |  |                |                                                                     |                                                                     |                                                                     |                                                                     |  |               |                                                       |                                                       |                                                       |                                                       |  |                       |                                                   |                                                   |  |
|  | Gloria Bistrița                                                  | 2                                                                |                                                                  |                                                                  |   |               |                                                             |                                                             |                                                             |                                                             |  |                |                                                                     |                                                                     |                                                                     |                                                                     |  |               |                                                       |                                                       |                                                       |                                                       |  |                       |                                                   |                                                   |  |
|  | Real Zaragoza                                                    | 1                                                                | 4                                                                | 5                                                                |   |               |                                                             |                                                             |                                                             |                                                             |  |                |                                                                     |                                                                     |                                                                     |                                                                     |  |               |                                                       |                                                       |                                                       |                                                       |  |                       |                                                   |                                                   |  |
|  | Real Zaragoza                                                    | 1                                                                | 4                                                                | 5                                                                |   |               |                                                             |                                                             |                                                             |                                                             |  |                |                                                                     |                                                                     |                                                                     |                                                                     |  | Real Zaragoza | 3                                                     | 1                                                     | 4                                                     |                                                       |  |                       |                                                   |                                                   |  |
|  |                                                                  |                                                                  |                                                                  |                                                                  |   |               |                                                             |                                                             |                                                             |                                                             |  |                |                                                                     |                                                                     |                                                                     |                                                                     |  | Real Zaragoza | 3                                                     | 1                                                     | 4                                                     |                                                       |  |                       |                                                   |                                                   |  |
|  |                                                                  |                                                                  | Chelsea                                                          | 0                                                                | 3 | 3             |                                                             |                                                             |                                                             |                                                             |  |                |                                                                     |                                                                     |                                                                     |                                                                     |  |               |                                                       |                                                       |                                                       |                                                       |  |                       |                                                   |                                                   |  |
|  | Sligo Rovers                                                     | 1                                                                | Chelsea                                                          | 0                                                                | 3 | 3             | 1                                                           | 2                                                           |                                                             |                                                             |  |                |                                                                     |                                                                     |                                                                     |                                                                     |  |               |                                                       |                                                       |                                                       |                                                       |  |                       |                                                   |                                                   |  |
|  | Sligo Rovers                                                     | 1                                                                |                                                                  |                                                                  |   |               |                                                             |                                                             |                                                             |                                                             |  |                |                                                                     |                                                                     |                                                                     |                                                                     |  |               |                                                       |                                                       |                                                       |                                                       |  |                       |                                                   |                                                   |  |
|  | Brujas                                                           | 2                                                                | 3                                                                | 5                                                                |   |               |                                                             |                                                             |                                                             |                                                             |  |                |                                                                     |                                                                     |                                                                     |                                                                     |  |               |                                                       |                                                       |                                                       |                                                       |  |                       |                                                   |                                                   |  |
|  | Brujas                                                           | 2                                                                | 3                                                                | 5                                                                |   | Brujas        | 1                                                           | 0                                                           | 1                                                           |                                                             |  |                |                                                                     |                                                                     |                                                                     |                                                                     |  |               |                                                       |                                                       |                                                       |                                                       |  |                       |                                                   |                                                   |  |
|  |                                                                  |                                                                  |                                                                  |                                                                  |   | Brujas        | 1                                                           | 0                                                           | 1                                                           |                                                             |  |                |                                                                     |                                                                     |                                                                     |                                                                     |  |               |                                                       |                                                       |                                                       |                                                       |  |                       |                                                   |                                                   |  |
|  |                                                                  |                                                                  | Panathinaikos                                                    | 0                                                                | 0 | 0             |                                                             |                                                             |                                                             |                                                             |  |                |                                                                     |                                                                     |                                                                     |                                                                     |  |               |                                                       |                                                       |                                                       |                                                       |  |                       |                                                   |                                                   |  |
|  | Pirin Blagoevgrad                                                | 0                                                                | Panathinaikos                                                    | 0                                                                | 0 | 0             | 1                                                           | 1                                                           |                                                             |                                                             |  |                |                                                                     |                                                                     |                                                                     |                                                                     |  |               |                                                       |                                                       |                                                       |                                                       |  |                       |                                                   |                                                   |  |
|  | Pirin Blagoevgrad                                                | 0                                                                |                                                                  |                                                                  |   |               |                                                             |                                                             |                                                             |                                                             |  |                |                                                                     |                                                                     |                                                                     |                                                                     |  |               |                                                       |                                                       |                                                       |                                                       |  |                       |                                                   |                                                   |  |
|  | Panathinaikos                                                    | 2                                                                | 6                                                                | 8                                                                |   |               |                                                             |                                                             |                                                             |                                                             |  |                |                                                                     |                                                                     |                                                                     |                                                                     |  |               |                                                       |                                                       |                                                       |                                                       |  |                       |                                                   |                                                   |  |
|  | Panathinaikos                                                    | 2                                                                | 6                                                                | 8                                                                |   |               |                                                             |                                                             |                                                             |                                                             |  | Brujas         | 1                                                                   | 0                                                                   | 1                                                                   |                                                                     |  |               |                                                       |                                                       |                                                       |                                                       |  |                       |                                                   |                                                   |  |
|  |                                                                  |                                                                  |                                                                  |                                                                  |   |               |                                                             |                                                             |                                                             |                                                             |  | Brujas         | 1                                                                   | 0                                                                   | 1                                                                   |                                                                     |  |               |                                                       |                                                       |                                                       |                                                       |  |                       |                                                   |                                                   |  |
|  |                                                                  |                                                                  | Chelsea                                                          | 0                                                                | 2 | 2             |                                                             |                                                             |                                                             |                                                             |  |                |                                                                     |                                                                     |                                                                     |                                                                     |  |               |                                                       |                                                       |                                                       |                                                       |  |                       |                                                   |                                                   |  |
|  | Chelsea                                                          | 4                                                                | Chelsea                                                          | 0                                                                | 2 | 2             | 0                                                           | 4                                                           |                                                             |                                                             |  |                |                                                                     |                                                                     |                                                                     |                                                                     |  |               |                                                       |                                                       |                                                       |                                                       |  |                       |                                                   |                                                   |  |
|  | Chelsea                                                          | 4                                                                |                                                                  |                                                                  |   |               |                                                             |                                                             |                                                             |                                                             |  |                |                                                                     |                                                                     |                                                                     |                                                                     |  |               |                                                       |                                                       |                                                       |                                                       |  |                       |                                                   |                                                   |  |
|  | Viktoria Žižkov                                                  | 2                                                                | 0                                                                | 2                                                                |   |               |                                                             |                                                             |                                                             |                                                             |  |                |                                                                     |                                                                     |                                                                     |                                                                     |  |               |                                                       |                                                       |                                                       |                                                       |  |                       |                                                   |                                                   |  |
|  | Viktoria Žižkov                                                  | 2                                                                | 0                                                                | 2                                                                |   | Chelsea (v.)  | 0                                                           | 1                                                           | 1                                                           |                                                             |  |                |                                                                     |                                                                     |                                                                     |                                                                     |  |               |                                                       |                                                       |                                                       |                                                       |  |                       |                                                   |                                                   |  |
|  |                                                                  |                                                                  |                                                                  |                                                                  |   | Chelsea (v.)  | 0                                                           | 1                                                           | 1                                                           |                                                             |  |                |                                                                     |                                                                     |                                                                     |                                                                     |  |               |                                                       |                                                       |                                                       |                                                       |  |                       |                                                   |                                                   |  |
|  |                                                                  |                                                                  | Austria Viena                                                    | 0                                                                | 1 | 1             |                                                             |                                                             |                                                             |                                                             |  |                |                                                                     |                                                                     |                                                                     |                                                                     |  |               |                                                       |                                                       |                                                       |                                                       |  |                       |                                                   |                                                   |  |
|  | Maribor                                                          | 1                                                                | Austria Viena                                                    | 0                                                                | 1 | 1             | 0                                                           | 1                                                           |                                                             |                                                             |  |                |                                                                     |                                                                     |                                                                     |                                                                     |  |               |                                                       |                                                       |                                                       |                                                       |  |                       |                                                   |                                                   |  |
|  | Maribor                                                          | 1                                                                |                                                                  |                                                                  |   |               |                                                             |                                                             |                                                             |                                                             |  |                |                                                                     |                                                                     |                                                                     |                                                                     |  |               |                                                       |                                                       |                                                       |                                                       |  |                       |                                                   |                                                   |  |
|  | Austria Viena                                                    | 1                                                                | 3                                                                | 4                                                                |   |               |                                                             |                                                             |                                                             |                                                             |  |                |                                                                     |                                                                     |                                                                     |                                                                     |  |               |                                                       |                                                       |                                                       |                                                       |  |                       |                                                   |                                                   |  |
|  | Austria Viena                                                    | 1                                                                | 3                                                                | 4                                                                |   |               |                                                             |                                                             |                                                             |                                                             |  |                |                                                                     |                                                                     |                                                                     |                                                                     |  |               |                                                       |                                                       |                                                       |                                                       |  | Real Zaragoza (t. s.) | 2                                                 |                                                   |  |
|  |                                                                  |                                                                  |                                                                  |                                                                  |   |               |                                                             |                                                             |                                                             |                                                             |  |                |                                                                     |                                                                     |                                                                     |                                                                     |  |               |                                                       |                                                       |                                                       |                                                       |  | Real Zaragoza (t. s.) | 2                                                 |                                                   |  |
|  |                                                                  |                                                                  | Arsenal                                                          | 1                                                                |   |               |                                                             |                                                             |                                                             |                                                             |  |                |                                                                     |                                                                     |                                                                     |                                                                     |  |               |                                                       |                                                       |                                                       |                                                       |  |                       |                                                   |                                                   |  |
|  | Brøndby                                                          | 3                                                                | Arsenal                                                          | 1                                                                | 1 | 4             |                                                             |                                                             |                                                             |                                                             |  |                |                                                                     |                                                                     |                                                                     |                                                                     |  |               |                                                       |                                                       |                                                       |                                                       |  |                       |                                                   |                                                   |  |
|  | Brøndby                                                          | 3                                                                |                                                                  |                                                                  |   |               |                                                             |                                                             |                                                             |                                                             |  |                |                                                                     |                                                                     |                                                                     |                                                                     |  |               |                                                       |                                                       |                                                       |                                                       |  |                       |                                                   |                                                   |  |
|  | Tirana                                                           | 0                                                                | 0                                                                | 0                                                                |   |               |                                                             |                                                             |                                                             |                                                             |  |                |                                                                     |                                                                     |                                                                     |                                                                     |  |               |                                                       |                                                       |                                                       |                                                       |  |                       |                                                   |                                                   |  |
|  | Tirana                                                           | 0                                                                | 0                                                                | 0                                                                |   | Brøndby       | 1                                                           | 2                                                           | 3                                                           |                                                             |  |                |                                                                     |                                                                     |                                                                     |                                                                     |  |               |                                                       |                                                       |                                                       |                                                       |  |                       |                                                   |                                                   |  |
|  |                                                                  |                                                                  |                                                                  |                                                                  |   | Brøndby       | 1                                                           | 2                                                           | 3                                                           |                                                             |  |                |                                                                     |                                                                     |                                                                     |                                                                     |  |               |                                                       |                                                       |                                                       |                                                       |  |                       |                                                   |                                                   |  |
|  |                                                                  |                                                                  | Arsenal                                                          | 2                                                                | 2 | 4             |                                                             |                                                             |                                                             |                                                             |  |                |                                                                     |                                                                     |                                                                     |                                                                     |  |               |                                                       |                                                       |                                                       |                                                       |  |                       |                                                   |                                                   |  |
|  | Omonia                                                           | 1                                                                | Arsenal                                                          | 2                                                                | 2 | 4             | 0                                                           | 1                                                           |                                                             |                                                             |  |                |                                                                     |                                                                     |                                                                     |                                                                     |  |               |                                                       |                                                       |                                                       |                                                       |  |                       |                                                   |                                                   |  |
|  | Omonia                                                           | 1                                                                |                                                                  |                                                                  |   |               |                                                             |                                                             |                                                             |                                                             |  |                |                                                                     |                                                                     |                                                                     |                                                                     |  |               |                                                       |                                                       |                                                       |                                                       |  |                       |                                                   |                                                   |  |
|  | Arsenal                                                          | 3                                                                | 3                                                                | 6                                                                |   |               |                                                             |                                                             |                                                             |                                                             |  |                |                                                                     |                                                                     |                                                                     |                                                                     |  |               |                                                       |                                                       |                                                       |                                                       |  |                       |                                                   |                                                   |  |
|  | Arsenal                                                          | 3                                                                | 3                                                                | 6                                                                |   |               |                                                             |                                                             |                                                             |                                                             |  | Arsenal        | 1                                                                   | 1                                                                   | 2                                                                   |                                                                     |  |               |                                                       |                                                       |                                                       |                                                       |  |                       |                                                   |                                                   |  |
|  |                                                                  |                                                                  |                                                                  |                                                                  |   |               |                                                             |                                                             |                                                             |                                                             |  | Arsenal        | 1                                                                   | 1                                                                   | 2                                                                   |                                                                     |  |               |                                                       |                                                       |                                                       |                                                       |  |                       |                                                   |                                                   |  |
|  |                                                                  |                                                                  | Auxerre                                                          | 1                                                                | 0 | 1             |                                                             |                                                             |                                                             |                                                             |  |                |                                                                     |                                                                     |                                                                     |                                                                     |  |               |                                                       |                                                       |                                                       |                                                       |  |                       |                                                   |                                                   |  |
|  | Beşiktaş                                                         | 2                                                                | Auxerre                                                          | 1                                                                | 0 | 1             | 1                                                           | 3                                                           |                                                             |                                                             |  |                |                                                                     |                                                                     |                                                                     |                                                                     |  |               |                                                       |                                                       |                                                       |                                                       |  |                       |                                                   |                                                   |  |
|  | Beşiktaş                                                         | 2                                                                |                                                                  |                                                                  |   |               |                                                             |                                                             |                                                             |                                                             |  |                |                                                                     |                                                                     |                                                                     |                                                                     |  |               |                                                       |                                                       |                                                       |                                                       |  |                       |                                                   |                                                   |  |
|  | HJK Helsinki                                                     | 0                                                                | 1                                                                | 1                                                                |   |               |                                                             |                                                             |                                                             |                                                             |  |                |                                                                     |                                                                     |                                                                     |                                                                     |  |               |                                                       |                                                       |                                                       |                                                       |  |                       |                                                   |                                                   |  |
|  | HJK Helsinki                                                     | 0                                                                | 1                                                                | 1                                                                |   | Beşiktaş      | 2                                                           | 0                                                           | 2                                                           |                                                             |  |                |                                                                     |                                                                     |                                                                     |                                                                     |  |               |                                                       |                                                       |                                                       |                                                       |  |                       |                                                   |                                                   |  |
|  |                                                                  |                                                                  |                                                                  |                                                                  |   | Beşiktaş      | 2                                                           | 0                                                           | 2                                                           |                                                             |  |                |                                                                     |                                                                     |                                                                     |                                                                     |  |               |                                                       |                                                       |                                                       |                                                       |  |                       |                                                   |                                                   |  |
|  |                                                                  |                                                                  | Auxerre                                                          | 2                                                                | 2 | 4             |                                                             |                                                             |                                                             |                                                             |  |                |                                                                     |                                                                     |                                                                     |                                                                     |  |               |                                                       |                                                       |                                                       |                                                       |  |                       |                                                   |                                                   |  |
|  | Croatia Zagreb                                                   | 3                                                                | Auxerre                                                          | 2                                                                | 2 | 4             | 0                                                           | 3                                                           |                                                             |                                                             |  |                |                                                                     |                                                                     |                                                                     |                                                                     |  |               |                                                       |                                                       |                                                       |                                                       |  |                       |                                                   |                                                   |  |
|  | Croatia Zagreb                                                   | 3                                                                |                                                                  |                                                                  |   |               |                                                             |                                                             |                                                             |                                                             |  |                |                                                                     |                                                                     |                                                                     |                                                                     |  |               |                                                       |                                                       |                                                       |                                                       |  |                       |                                                   |                                                   |  |
|  | Auxerre                                                          | 1                                                                | 3                                                                | 4                                                                |   |               |                                                             |                                                             |                                                             |                                                             |  |                |                                                                     |                                                                     |                                                                     |                                                                     |  |               |                                                       |                                                       |                                                       |                                                       |  |                       |                                                   |                                                   |  |
|  | Auxerre                                                          | 1                                                                | 3                                                                | 4                                                                |   |               |                                                             |                                                             |                                                             |                                                             |  |                |                                                                     |                                                                     |                                                                     |                                                                     |  | Arsenal (p.)  | 3                                                     | 2                                                     | 5 (3)                                                 |                                                       |  |                       |                                                   |                                                   |  |
|  |                                                                  |                                                                  |                                                                  |                                                                  |   |               |                                                             |                                                             |                                                             |                                                             |  |                |                                                                     |                                                                     |                                                                     |                                                                     |  | Arsenal (p.)  | 3                                                     | 2                                                     | 5 (3)                                                 |                                                       |  |                       |                                                   |                                                   |  |
|  |                                                                  |                                                                  | Sampdoria                                                        | 2                                                                | 3 | 5 (2)         |                                                             |                                                             |                                                             |                                                             |  |                |                                                                     |                                                                     |                                                                     |                                                                     |  |               |                                                       |                                                       |                                                       |                                                       |  |                       |                                                   |                                                   |  |
|  | Bodø/Glimt                                                       | 3                                                                | Sampdoria                                                        | 2                                                                | 3 | 5 (2)         | 0                                                           | 3                                                           |                                                             |                                                             |  |                |                                                                     |                                                                     |                                                                     |                                                                     |  |               |                                                       |                                                       |                                                       |                                                       |  |                       |                                                   |                                                   |  |
|  | Bodø/Glimt                                                       | 3                                                                |                                                                  |                                                                  |   |               |                                                             |                                                             |                                                             |                                                             |  |                |                                                                     |                                                                     |                                                                     |                                                                     |  |               |                                                       |                                                       |                                                       |                                                       |  |                       |                                                   |                                                   |  |
|  | Sampdoria                                                        | 2                                                                | 2                                                                | 4                                                                |   |               |                                                             |                                                             |                                                             |                                                             |  |                |                                                                     |                                                                     |                                                                     |                                                                     |  |               |                                                       |                                                       |                                                       |                                                       |  |                       |                                                   |                                                   |  |
|  | Sampdoria                                                        | 2                                                                | 2                                                                | 4                                                                |   | Sampdoria     | 3                                                           | 2                                                           | 5                                                           |                                                             |  |                |                                                                     |                                                                     |                                                                     |                                                                     |  |               |                                                       |                                                       |                                                       |                                                       |  |                       |                                                   |                                                   |  |
|  |                                                                  |                                                                  |                                                                  |                                                                  |   | Sampdoria     | 3                                                           | 2                                                           | 5                                                           |                                                             |  |                |                                                                     |                                                                     |                                                                     |                                                                     |  |               |                                                       |                                                       |                                                       |                                                       |  |                       |                                                   |                                                   |  |
|  |                                                                  |                                                                  | Grasshopper                                                      | 0                                                                | 3 | 3             |                                                             |                                                             |                                                             |                                                             |  |                |                                                                     |                                                                     |                                                                     |                                                                     |  |               |                                                       |                                                       |                                                       |                                                       |  |                       |                                                   |                                                   |  |
|  | Grasshopper                                                      | 3                                                                | Grasshopper                                                      | 0                                                                | 3 | 3             | 0                                                           | 3                                                           |                                                             |                                                             |  |                |                                                                     |                                                                     |                                                                     |                                                                     |  |               |                                                       |                                                       |                                                       |                                                       |  |                       |                                                   |                                                   |  |
|  | Grasshopper                                                      | 3                                                                |                                                                  |                                                                  |   |               |                                                             |                                                             |                                                             |                                                             |  |                |                                                                     |                                                                     |                                                                     |                                                                     |  |               |                                                       |                                                       |                                                       |                                                       |  |                       |                                                   |                                                   |  |
|  | Chernomorets Odessa                                              | 0                                                                | 1                                                                | 1                                                                |   |               |                                                             |                                                             |                                                             |                                                             |  |                |                                                                     |                                                                     |                                                                     |                                                                     |  |               |                                                       |                                                       |                                                       |                                                       |  |                       |                                                   |                                                   |  |
|  | Chernomorets Odessa                                              | 0                                                                | 1                                                                | 1                                                                |   |               |                                                             |                                                             |                                                             |                                                             |  | Sampdoria (p.) | 0                                                                   | 1                                                                   | 1 (4)                                                               |                                                                     |  |               |                                                       |                                                       |                                                       |                                                       |  |                       |                                                   |                                                   |  |
|  |                                                                  |                                                                  |                                                                  |                                                                  |   |               |                                                             |                                                             |                                                             |                                                             |  | Sampdoria (p.) | 0                                                                   | 1                                                                   | 1 (4)                                                               |                                                                     |  |               |                                                       |                                                       |                                                       |                                                       |  |                       |                                                   |                                                   |  |
|  |                                                                  |                                                                  | Porto                                                            | 1                                                                | 0 | 1 (3)         |                                                             |                                                             |                                                             |                                                             |  |                |                                                                     |                                                                     |                                                                     |                                                                     |  |               |                                                       |                                                       |                                                       |                                                       |  |                       |                                                   |                                                   |  |
|  | Porto                                                            | 2                                                                | Porto                                                            | 1                                                                | 0 | 1 (3)         | 1                                                           | 3                                                           |                                                             |                                                             |  |                |                                                                     |                                                                     |                                                                     |                                                                     |  |               |                                                       |                                                       |                                                       |                                                       |  |                       |                                                   |                                                   |  |
|  | Porto                                                            | 2                                                                |                                                                  |                                                                  |   |               |                                                             |                                                             |                                                             |                                                             |  |                |                                                                     |                                                                     |                                                                     |                                                                     |  |               |                                                       |                                                       |                                                       |                                                       |  |                       |                                                   |                                                   |  |
|  | ŁKS Łódź                                                         | 0                                                                | 0                                                                | 0                                                                |   |               |                                                             |                                                             |                                                             |                                                             |  |                |                                                                     |                                                                     |                                                                     |                                                                     |  |               |                                                       |                                                       |                                                       |                                                       |  |                       |                                                   |                                                   |  |
|  | ŁKS Łódź                                                         | 0                                                                | 0                                                                | 0                                                                |   | Porto         | 6                                                           | 0                                                           | 6                                                           |                                                             |  |                |                                                                     |                                                                     |                                                                     |                                                                     |  |               |                                                       |                                                       |                                                       |                                                       |  |                       |                                                   |                                                   |  |
|  |                                                                  |                                                                  |                                                                  |                                                                  |   | Porto         | 6                                                           | 0                                                           | 6                                                           |                                                             |  |                |                                                                     |                                                                     |                                                                     |                                                                     |  |               |                                                       |                                                       |                                                       |                                                       |  |                       |                                                   |                                                   |  |
|  |                                                                  |                                                                  | Ferencváros                                                      | 0                                                                | 2 | 2             |                                                             |                                                             |                                                             |                                                             |  |                |                                                                     |                                                                     |                                                                     |                                                                     |  |               |                                                       |                                                       |                                                       |                                                       |  |                       |                                                   |                                                   |  |
|  | CSKA Moscú                                                       | 2                                                                | Ferencváros                                                      | 0                                                                | 2 | 2             | 1                                                           | 3 (6)                                                       |                                                             |                                                             |  |                |                                                                     |                                                                     |                                                                     |                                                                     |  |               |                                                       |                                                       |                                                       |                                                       |  |                       |                                                   |                                                   |  |
|  | CSKA Moscú                                                       | 2                                                                |                                                                  |                                                                  |   |               |                                                             |                                                             |                                                             |                                                             |  |                |                                                                     |                                                                     |                                                                     |                                                                     |  |               |                                                       |                                                       |                                                       |                                                       |  |                       |                                                   |                                                   |  |
|  | Ferencváros (p.)                                                 | 1                                                                | 2                                                                | 3 (7)                                                            |   |               |                                                             |                                                             |                                                             |                                                             |  |                |                                                                     |                                                                     |                                                                     |                                                                     |  |               |                                                       |                                                       |                                                       |                                                       |  |                       |                                                   |                                                   |  |
|  | Ferencváros (p.)                                                 | 1                                                                | 2                                                                | 3 (7)                                                            |   |               |                                                             |                                                             |                                                             |                                                             |  |                |                                                                     |                                                                     |                                                                     |                                                                     |  |               |                                                       |                                                       |                                                       |                                                       |  |                       |                                                   |                                                   |  |
|  |                                                                  |                                                                  |                                                                  |                                                                  |   |               |                                                             |                                                             |                                                             |                                                             |  |                |                                                                     |                                                                     |                                                                     |                                                                     |  |               |                                                       |                                                       |                                                       |                                                       |  |                       |                                                   |                                                   |  |

### Primera ronda
Ida
| 13 de septiembre de 1994 | Maccabi Tel Aviv | 0–0     | Werder Bremen | Ramat Gan Stadium, Ramat Gan                             |                                                          |
|                          |                  | Reporte |               | Asistencia: 5,000 espectadores Árbitro(s): Daniel Roduit | Asistencia: 5,000 espectadores Árbitro(s): Daniel Roduit |

| 15 de septiembre de 1994 | Žalgiris Vilnius | 1–1     | Feyenoord  | Žalgiris Stadium, Vilnius                                  |                                                            |
|                          | Tereškinas 87'   | Reporte | Larsson 9' | Asistencia: 9,000 espectadores Árbitro(s): Roy Helge Olsen | Asistencia: 9,000 espectadores Árbitro(s): Roy Helge Olsen |

| 15 de septiembre de 1994 | Dundee United                       | 3–2     | Tatran Prešov                 | Tannadice Park, Dundee                                    |                                                           |
|                          | Petrić 16' · Nixon 66' · Hannah 70' | Reporte | Skalka 10' · Zvara 41' (pen.) | Asistencia: 9,454 espectadores Árbitro(s): Léon Schelings | Asistencia: 9,454 espectadores Árbitro(s): Léon Schelings |

| 15 de septiembre de 1994 | Gloria Bistrița        | 2–1     | Real Zaragoza | Stadionul Gloria, Bistrița                             |                                                        |
|                          | Răduță 51' · Lungu 52' | Reporte | Esnáider 44'  | Asistencia: 7,000 espectadores Árbitro(s): Ahmet Çakar | Asistencia: 7,000 espectadores Árbitro(s): Ahmet Çakar |

| 15 de septiembre de 1994 | Sligo Rovers | 1–2     | Club Brugge                | Showgrounds, Sligo                                         |                                                            |
|                          | Kenny 44'    | Reporte | Vermant 10' · Verheyen 63' | Asistencia: 5,000 espectadores Árbitro(s): Robert Sedlacek | Asistencia: 5,000 espectadores Árbitro(s): Robert Sedlacek |

| 15 de septiembre de 1994 | Pirin Blagoevgrad | 0–2     | Panathinaikos                | Hristo Botev Stadium, Blagoevgrad                             |                                                               |
|                          |                   | Reporte | Nioplias 70' · Alexoudis 83' | Asistencia: 11,972 espectadores Árbitro(s): Iouri Tchebotarev | Asistencia: 11,972 espectadores Árbitro(s): Iouri Tchebotarev |

| 15 de septiembre de 1994 | Chelsea                                            | 4–2     | Viktoria Žižkov  | Stamford Bridge, Londres                                       |                                                                |
|                          | Furlong 3' · Sinclair 5' · Rocastle 54' · Wise 69' | Reporte | Majoroš 36', 42' | Asistencia: 22,036 espectadores Árbitro(s): Christer Fällström | Asistencia: 22,036 espectadores Árbitro(s): Christer Fällström |

| 15 de septiembre de 1994 | Maribor          | 1–1     | Austria Wien | Ljudski vrt, Maribor                                      |                                                           |
|                          | Bozgo 46' (pen.) | Reporte | Prosenik 23' | Asistencia: 7,100 espectadores Árbitro(s): Sergey Shmolik | Asistencia: 7,100 espectadores Árbitro(s): Sergey Shmolik |

| 15 de septiembre de 1994 | Brøndby                                           | 3–0     | KF Tirana | Brøndby Stadium, Brøndby                                      |                                                               |
|                          | Jensen 19' (pen.) · Hansen 55' · Malko 65' (a.g.) | Reporte |           | Asistencia: 6,035 espectadores Árbitro(s): Gylfi Thór Orrason | Asistencia: 6,035 espectadores Árbitro(s): Gylfi Thór Orrason |

| 15 de septiembre de 1994 | Omonia       | 1–3     | Arsenal                      | Makario Stadium, Nicosia                                           |                                                                    |
|                          | Malekkos 72' | Reporte | Wright 50' · Merson 37', 80' | Asistencia: 13,954 espectadores Árbitro(s): Antonio Almeida Marcal | Asistencia: 13,954 espectadores Árbitro(s): Antonio Almeida Marcal |

| 15 de septiembre de 1994 | Beşiktaş                      | 2–0     | HJK | BJK İnönü Stadium, Istanbul                             |                                                         |
|                          | Oktay 27' · Sağlam 36' (pen.) | Reporte |     | Asistencia: 23,256 espectadores Árbitro(s): Keith Burge | Asistencia: 23,256 espectadores Árbitro(s): Keith Burge |

| 15 de septiembre de 1994 | Croatia Zagreb                     | 3–1     | Auxerre     | Stadion Maksimir, Zagreb                                    |                                                             |
|                          | Jeličić 1' · Soldo 39' · Pamić 64' | Reporte | Diomède 20' | Asistencia: 20,000 espectadores Árbitro(s): Marcello Nicchi | Asistencia: 20,000 espectadores Árbitro(s): Marcello Nicchi |

| 15 de septiembre de 1994 | Bodø/Glimt                     | 3–2     | Sampdoria                  | Ullevaal Stadion, Oslo                                   |                                                          |
|                          | Staurvik 2' · Johnsen 33', 58' | Reporte | Bertarelli 47' · Platt 68' | Asistencia: 2,015 espectadores Árbitro(s): Stephen Lodge | Asistencia: 2,015 espectadores Árbitro(s): Stephen Lodge |

| 15 de septiembre de 1994 | Grasshopper                          | 3–0     | Chernomorets Odesa | Hardturm, Zürich                                       |                                                        |
|                          | Bickel 40' · Koller 51' · Subiat 84' | Reporte |                    | Asistencia: 3,600 espectadores Árbitro(s): Jiří Ulrich | Asistencia: 3,600 espectadores Árbitro(s): Jiří Ulrich |

| 15 de septiembre de 1994 | Porto                     | 2–0     | ŁKS Łódź | Estádio das Antas, Oporto                                 |                                                           |
|                          | Domingos 73' · Barros 80' | Reporte |          | Asistencia: 17,000 espectadores Árbitro(s): Sándor Piller | Asistencia: 17,000 espectadores Árbitro(s): Sándor Piller |

| 15 de septiembre de 1994 | CSKA Moscow                | 2–1     | Ferencváros      | Dynamo Stadium, Moscú                                       |                                                             |
|                          | Mamchur 42' · Sergeyev 73' | Reporte | Christiansen 58' | Asistencia: 6,000 espectadores Árbitro(s): Veselin Bogdanov | Asistencia: 6,000 espectadores Árbitro(s): Veselin Bogdanov |

Vuelta
| 29 de septiembre de 1994 | Feyenoord                     | 2–1 (Global 3-2) | Žalgiris Vilnius | De Kuip, Rotterdam                                         |                                                            |
|                          | Larsson 55' · Heus 65' (pen.) | Reporte          | Vencevičius 89'  | Asistencia: 18,428 espectadores Árbitro(s): István Vad Sr. | Asistencia: 18,428 espectadores Árbitro(s): István Vad Sr. |

| 29 de septiembre de 1994 | Werder Bremen         | 2–0 (Global 2-0) | Maccabi Tel Aviv | Weserstadion, Bremen                                        |                                                             |
|                          | Bode 55' · Basler 75' | Reporte          |                  | Asistencia: 22,431 espectadores Árbitro(s): Juha Hirviniemi | Asistencia: 22,431 espectadores Árbitro(s): Juha Hirviniemi |

| 29 de septiembre de 1994 | Tatran Prešov              | 3–1 (Global 5-4) | Dundee United | Štadión 1. FC Tatran Prešov, Prešov                      |                                                          |
|                          | Zvara 10', 76' · Kočiš 18' | Reporte          | Nixon 2'      | Asistencia: 8,184 espectadores Árbitro(s): Serdar Çakman | Asistencia: 8,184 espectadores Árbitro(s): Serdar Çakman |

| 29 de septiembre de 1994 | Real Zaragoza                             | 4–0 (Global 5-2) | Gloria Bistrița | Mestalla, Valencia                                        |                                                           |
|                          | Pardeza 11' · Aguado 40' · Poyet 48', 56' | Reporte          |                 | Asistencia: 4,500 espectadores Árbitro(s): Andrew Waddell | Asistencia: 4,500 espectadores Árbitro(s): Andrew Waddell |

| 29 de septiembre de 1994 | Club Brugge                              | 3–1 (Global 5-2) | Sligo Rovers | Jan Breydel Stadium, Brujas                            |                                                        |
|                          | Staelens 3', 45' (pen.) · Eijkelkamp 57' | Reporte          | A. Rooney 6' | Asistencia: 6,281 espectadores Árbitro(s): Lars Gerner | Asistencia: 6,281 espectadores Árbitro(s): Lars Gerner |

| 29 de septiembre de 1994 | Panathinaikos                                            | 6–1 (Global 8-1) | OFC Pirin Blagoevgrad | Olympic Stadium, Atenas                                       |                                                               |
|                          | Alexoudis 7', 18' · Warzycha 31', 86', 90' · Borelli 65' | Reporte          | Orachev 44'           | Asistencia: 22,230 espectadores Árbitro(s): Svend Christensen | Asistencia: 22,230 espectadores Árbitro(s): Svend Christensen |

| 29 de septiembre de 1994 | Viktoria Žižkov | 0–0 (Global 2-4) | Chelsea | Stadion Střelnice, Jablonec nad Nisou                     |                                                           |
|                          |                 | Reporte          |         | Asistencia: 5,176 espectadores Árbitro(s): Gianni Beschin | Asistencia: 5,176 espectadores Árbitro(s): Gianni Beschin |

| 29 de septiembre de 1994 | Austria Wien                 | 3–0 (Global 4-1) | Maribor | Ernst-Happel-Stadion, Vienna                             |                                                          |
|                          | Flögel 20' · Kubica 51', 55' | Reporte          |         | Asistencia: 5,014 espectadores Árbitro(s): Loizos Loizou | Asistencia: 5,014 espectadores Árbitro(s): Loizos Loizou |

| 29 de septiembre de 1994 | KF Tirana | 0–1 (Global 0-4) | Brøndby     | Qemal Stafa Stadium, Tirana                           |                                                       |
|                          |           | Reporte          | Strudal 28' | Asistencia: 4,650 espectadores Árbitro(s): Marc Batta | Asistencia: 4,650 espectadores Árbitro(s): Marc Batta |

| 29 de septiembre de 1994 | Arsenal                      | 3–0 (Global 6-1) | Omonia | Highbury, Londres                                                |                                                                  |
|                          | Wright 9', 70' · Schwarz 31' | Reporte          |        | Asistencia: 24,165 espectadores Árbitro(s): Juan Ansuátegui Roca | Asistencia: 24,165 espectadores Árbitro(s): Juan Ansuátegui Roca |

| 29 de septiembre de 1994 | HJK          | 1–1 (Global 1-3) | Beşiktaş  | Helsinki Olympic Stadium, Helsinki                     |                                                        |
|                          | Rantanen 67' | Reporte          | Oktay 87' | Asistencia: 2,390 espectadores Árbitro(s): Hugh Dallas | Asistencia: 2,390 espectadores Árbitro(s): Hugh Dallas |

| 29 de septiembre de 1994 | Auxerre                               | 3–0 (Global 4-3) | Croatia Zagreb | Stade de l'Abbé-Deschamps, Auxerre                        |                                                           |
|                          | Diomède 40' · Mahé 74' · Lamouchi 89' | Reporte          |                | Asistencia: 13,874 espectadores Árbitro(s): Roelof Luinge | Asistencia: 13,874 espectadores Árbitro(s): Roelof Luinge |

| 29 de septiembre de 1994 | Sampdoria                | 2–0 (Global 4-3) | Bodø/Glimt | Stadio Luigi Ferraris, Génova                               |                                                             |
|                          | Platt 13' · Lombardo 37' | Reporte          |            | Asistencia: 28,656 espectadores Árbitro(s): Vladimir Hrinak | Asistencia: 28,656 espectadores Árbitro(s): Vladimir Hrinak |

| 29 de septiembre de 1994 | Chernomorets Odesa | 1–0 (Global 1-3) | Grasshopper | ChMP Central Stadium, Odesa                                 |                                                             |
|                          | Huseynov 10'       | Reporte          |             | Asistencia: 5,913 espectadores Árbitro(s): Hermann Albrecht | Asistencia: 5,913 espectadores Árbitro(s): Hermann Albrecht |

| 29 de septiembre de 1994 | ŁKS Łódź | 0–1 (Global 0-3) | Porto        | Stadion ŁKS, Łódź                                          |                                                            |
|                          |          | Reporte          | Drulović 45' | Asistencia: 6,113 espectadores Árbitro(s): Martin Bodenham | Asistencia: 6,113 espectadores Árbitro(s): Martin Bodenham |

| 29 de septiembre de 1994 | Ferencváros                                                               | 2–1 (t. s.)(7–6 p.)(Global 3-3) | CSKA Moscow                                                              | Üllői úti stadion, Budapest                                |                                                            |
|                          | Lipcsei 36' · Neagoe 44'                                                  | Reporte                         | Radimov 15'                                                              | Asistencia: 15,702 espectadores Árbitro(s): Wieland Ziller | Asistencia: 15,702 espectadores Árbitro(s): Wieland Ziller |
|                          |                                                                           | Tiros desde el punto penal      |                                                                          |                                                            |                                                            |
|                          | Gregor · Lisztes · Christiansen · Szekeres · Lipcsei · Zavadszky · Hrutka |                                 | Bystrov · Bushmanov · Demchenko · Mamchur · Minko · Broshin · Kolotovkin |                                                            |                                                            |

### Octavos de final
Ida
| 20 de octubre de 1994 | Feyenoord   | 1–0     | Werder Bremen | De Kuip, Rotterdam                                      |                                                         |
|                       | Larsson 64' | Reporte |               | Asistencia: 35,624 espectadores Árbitro(s): Bo Karlsson | Asistencia: 35,624 espectadores Árbitro(s): Bo Karlsson |

| 20 de octubre de 1994 | Tatran Prešov | 0–4     | Real Zaragoza                                    | Štadión 1. FC Tatran Prešov, Prešov                            |                                                                |
|                       |               | Reporte | Poyet 26' · Varga 44' (a.g.) · Esnáider 50', 88' | Asistencia: 12,105 espectadores Árbitro(s): José Mendes Pratas | Asistencia: 12,105 espectadores Árbitro(s): José Mendes Pratas |

| 20 de octubre de 1994 | Club Brugge        | 1–0     | Panathinaikos | Jan Breydel Stadium, Brujas                            |                                                        |
|                       | Staelens 6' (pen.) | Reporte |               | Asistencia: 14,760 espectadores Árbitro(s): Marc Batta | Asistencia: 14,760 espectadores Árbitro(s): Marc Batta |

| 20 de octubre de 1994 | Chelsea | 0–0     | Austria Wien | Stamford Bridge, Londres                                  |                                                           |
|                       |         | Reporte |              | Asistencia: 22,560 espectadores Árbitro(s): Atanas Uzunov | Asistencia: 22,560 espectadores Árbitro(s): Atanas Uzunov |

| 20 de octubre de 1994 | Brøndby     | 1–2     | Arsenal                | Brøndby Stadium, Brøndby                                  |                                                           |
|                       | Strudal 53' | Reporte | Wright 18' · Smith 21' | Asistencia: 13,406 espectadores Árbitro(s): Werner Müller | Asistencia: 13,406 espectadores Árbitro(s): Werner Müller |

| 20 de octubre de 1994 | Beşiktaş                 | 2–2     | Auxerre                | BJK İnönü Stadium, Istanbul                                 |                                                             |
|                       | Özdilek 40' · Sağlam 44' | Reporte | Saïb 54' · Martins 59' | Asistencia: 20,936 espectadores Árbitro(s): Peter Mikkelsen | Asistencia: 20,936 espectadores Árbitro(s): Peter Mikkelsen |

| 20 de octubre de 1994 | Sampdoria                                | 3–0     | Grasshopper | Stadio Luigi Ferraris, Génova                              |                                                            |
|                       | Melli 45' · Mihajlović 78' · Maspero 84' | Reporte |             | Asistencia: 25,316 espectadores Árbitro(s): Ryszard Wójcik | Asistencia: 25,316 espectadores Árbitro(s): Ryszard Wójcik |

| 20 de octubre de 1994 | Porto                                                                   | 6–0     | Ferencváros | Estádio das Antas, Oporto                                 |                                                           |
|                       | Costa 18' · Barros 21' · Drulović 40', 60' · Domingos 85' · Aloísio 87' | Reporte |             | Asistencia: 15,880 espectadores Árbitro(s): Marnix Sandra | Asistencia: 15,880 espectadores Árbitro(s): Marnix Sandra |

Vuelta
| 3 de noviembre de 1994 | Real Zaragoza                 | 2–1 (Global 6-1) | Tatran Prešov | Mestalla, Valencia                                          |                                                             |
|                        | Esnáider 6' · Luis Celada 55' | Reporte          | Kočiš 38'     | Asistencia: 2,500 espectadores Árbitro(s): Dermot Gallagher | Asistencia: 2,500 espectadores Árbitro(s): Dermot Gallagher |

| 3 de noviembre de 1994 | Werder Bremen                      | 3–4 (Global 3-5) | Feyenoord                                      | Weserstadion, Bremen                                           |                                                                |
|                        | Beschastnykh 12', 60' · Basler 90' | Reporte          | Larsson 21', 34', 66' (pen.) · Heus 56' (pen.) | Asistencia: 31,118 espectadores Árbitro(s): Pierluigi Pairetto | Asistencia: 31,118 espectadores Árbitro(s): Pierluigi Pairetto |

| 3 de noviembre de 1994 | Panathinaikos | 0–0 (Global 0-1) | Club Brugge | Olympic Stadium, Atenas                                     |                                                             |
|                        |               | Reporte          |             | Asistencia: 67,133 espectadores Árbitro(s): Bernd Heynemann | Asistencia: 67,133 espectadores Árbitro(s): Bernd Heynemann |

| 3 de noviembre de 1994                               | Austria Wien   | 1–1 (Global 1-1) | Chelsea     | Ernst-Happel-Stadion, Vienna                                        |                                                                     |
|                                                      | Narbekovas 74' | Reporte          | Spencer 41' | Asistencia: 18,000 espectadores Árbitro(s): Frans van den Wijngaert | Asistencia: 18,000 espectadores Árbitro(s): Frans van den Wijngaert |
| Chelsea clasifica por la regla del gol de visitante. |                |                  |             |                                                                     |                                                                     |

| 3 de noviembre de 1994 | Arsenal                        | 2–2 (Global 4-3) | Brøndby               | Highbury, Londres                                            |                                                              |
|                        | Wright 27' (pen.) · Selley 46' | Reporte          | Hansen 3' · Eggen 71' | Asistencia: 32,290 espectadores Árbitro(s): Sergei Khusainov | Asistencia: 32,290 espectadores Árbitro(s): Sergei Khusainov |

| 3 de noviembre de 1994 | Auxerre           | 2–0 (Global 4-2) | Beşiktaş | Stade de l'Abbé-Deschamps, Auxerre                           |                                                              |
|                        | Lamouchi 44', 49' | Reporte          |          | Asistencia: 21,140 espectadores Árbitro(s): Manuel Díaz Vega | Asistencia: 21,140 espectadores Árbitro(s): Manuel Díaz Vega |

| 3 de noviembre de 1994 | Grasshopper                           | 3–2 (Global 3-5) | Sampdoria                | Hardturm, Zürich                                              |                                                               |
|                        | Willems 12' · Bickel 52' · Koller 54' | Reporte          | Melli 16' · Lombardo 40' | Asistencia: 12,100 espectadores Árbitro(s): John Blankenstein | Asistencia: 12,100 espectadores Árbitro(s): John Blankenstein |

| 3 de noviembre de 1994 | Ferencváros                | 2–0 (Global 2-6) | Porto | Üllői úti stadion, Budapest                                    |                                                                |
|                        | Zavadszky 27' · Neagoe 60' | Reporte          |       | Asistencia: 9,385 espectadores Árbitro(s): Alfredo Trentalange | Asistencia: 9,385 espectadores Árbitro(s): Alfredo Trentalange |

### Cuartos de final
Ida
| 28 de febrero de 1995 | Club Brugge  | 1–0     | Chelsea | Jan Breydel Stadium, Brujas                                    |                                                                |
|                       | Verheyen 82' | Reporte |         | Asistencia: 16,145 espectadores Árbitro(s): Serge Muhmenthaler | Asistencia: 16,145 espectadores Árbitro(s): Serge Muhmenthaler |

| 2 de marzo de 1995 | Feyenoord   | 1–0     | Real Zaragoza | De Kuip, Rotterdam                                     |                                                        |
|                    | Larsson 62' | Reporte |               | Asistencia: 41,920 espectadores Árbitro(s): Ilkka Koho | Asistencia: 41,920 espectadores Árbitro(s): Ilkka Koho |

| 2 de marzo de 1995 | Arsenal           | 1–1     | Auxerre     | Highbury, Londres                                        |                                                          |
|                    | Wright 60' (pen.) | Reporte | Verlaat 63' | Asistencia: 35,208 espectadores Árbitro(s): Leif Sundell | Asistencia: 35,208 espectadores Árbitro(s): Leif Sundell |

| 2 de marzo de 1995 | Sampdoria | 0–1     | Porto     | Stadio Luigi Ferraris, Génova                             |                                                           |
|                    |           | Reporte | Yuran 65' | Asistencia: 21,004 espectadores Árbitro(s): David Elleray | Asistencia: 21,004 espectadores Árbitro(s): David Elleray |

Vuelta
| 16 de marzo de 1995 | Chelsea                 | 2–0 (Global 2-1) | Club Brugge | Stamford Bridge, Londres                                       |                                                                |
|                     | Stein 16' · Furlong 37' | Reporte          |             | Asistencia: 28,661 espectadores Árbitro(s): Pierluigi Pairetto | Asistencia: 28,661 espectadores Árbitro(s): Pierluigi Pairetto |

| 16 de marzo de 1995 | Real Zaragoza              | 2–0 (Global 2-1) | Feyenoord | La Romareda, Zaragoza                                   |                                                         |
|                     | Pardeza 59' · Esnáider 72' | Reporte          |           | Asistencia: 25,000 espectadores Árbitro(s): Markus Merk | Asistencia: 25,000 espectadores Árbitro(s): Markus Merk |

| 16 de marzo de 1995 | Auxerre | 0–1 (Global 1-2) | Arsenal    | Stade de l'Abbé-Deschamps, Auxerre                     |                                                        |
|                     |         | Reporte          | Wright 16' | Asistencia: 21,226 espectadores Árbitro(s): Vadim Zhuk | Asistencia: 21,226 espectadores Árbitro(s): Vadim Zhuk |

| 16 de marzo de 1995 | Porto                               | 0–1 (t. s.)(3–5 p.)(Global 1-1) | Sampdoria                                           | Estádio das Antas, Oporto                              |                                                        |
|                     |                                     | Reporte                         | Mancini 48'                                         | Asistencia: 35,076 espectadores Árbitro(s): Marc Batta | Asistencia: 35,076 espectadores Árbitro(s): Marc Batta |
|                     |                                     | Tiros desde el punto penal      |                                                     |                                                        |                                                        |
|                     | Emerson · Latapy · Domingos · Folha |                                 | Mihajlović · Jugović · Maspero · Salsano · Lombardo |                                                        |                                                        |

### Semifinales
Ida
| 6 de abril de 1995 | Real Zaragoza                  | 3–0     | Chelsea | La Romareda, Zaragoza                                    |                                                          |
|                    | Pardeza 8' · Esnáider 26', 57' | Reporte |         | Asistencia: 35,000 espectadores Árbitro(s): Leif Sundell | Asistencia: 35,000 espectadores Árbitro(s): Leif Sundell |

| 6 de abril de 1995 | Arsenal                     | 3–2     | Sampdoria        | Highbury, Londres                                          |                                                            |
|                    | Bould 34', 36' · Wright 69' | Reporte | Jugović 51', 77' | Asistencia: 38,089 espectadores Árbitro(s): Jaap Uilenberg | Asistencia: 38,089 espectadores Árbitro(s): Jaap Uilenberg |

Vuelta
| 20 de abril de 1995 | Chelsea                                | 3–1 (Global 3-4) | Real Zaragoza | Stamford Bridge, Londres                                           |                                                                    |
|                     | Furlong 31' · Sinclair 62' · Stein 86' | Reporte          | Aragón 55'    | Asistencia: 26,456 espectadores Árbitro(s): Jorge Monteiro Coroado | Asistencia: 26,456 espectadores Árbitro(s): Jorge Monteiro Coroado |

| 20 de abril de 1995 | Sampdoria                                           | 3–2 (t. s.)(2–3 p.)(Global 5-5) | Arsenal                                       | Stadio Luigi Ferraris, Génova                            |                                                          |
|                     | Mancini 14' · Bellucci 82', 85'                     | Reporte                         | Wright 61' · Schwarz 88'                      | Asistencia: 34,353 espectadores Árbitro(s): Gerd Grabher | Asistencia: 34,353 espectadores Árbitro(s): Gerd Grabher |
|                     |                                                     | Tiros desde el punto penal      |                                               |                                                          |                                                          |
|                     | Mihajlović · Jugović · Maspero · Mannini · Lombardo |                                 | Dixon · McGoldrick · Hartson · Adams · Merson |                                                          |                                                          |

5–5 en el marcador global; Arsenal gana 3–2 en penales.

## Final
| 1  | POR | Andoni Cedrún     |     |
| 2  | DEF | Alberto Belsué    |     |
| 3  | DEF | Jesús Solana      |     |
| 4  | DEF | Fernando Cáceres  |     |
| 5  | DEF | Nayim             |     |
| 6  | MED | Xavier Aguado     |     |
| 7  | MED | Miguel Pardeza    |     |
| 8  | MED | Santiago Aragón   |     |
| 9  | DEL | Juan Esnáider     |     |
| 10 | DEL | Francisco Higuera | 68' |
| 11 | DEL | Gustavo Poyet     |     |
| DT | DT  | Víctor Fernández  |     |

| 1  | POR | David Seaman     |     |
| 2  | DEF | Lee Dixon        |     |
| 3  | DEF | Nigel Winterburn | 47' |
| 4  | DEF | Stefan Schwarz   |     |
| 5  | DEF | Andrew Linigham  |     |
| 6  | MED | Tony Adams       |     |
| 7  | MED | Martin Keown     | 45' |
| 8  | MED | Ian Wright       |     |
| 9  | MED | John Hartson     |     |
| 10 | DEL | Paul Merson      |     |
| 11 | DEL | Raymond Parlour  |     |
| DT | DT  | Stewart Houston  |     |

| 14 | DEL | Jesús García Sanjuán | 68' 114' |
| 15 | DEL | Geli                 | 114'     |

| 13 | MED | David Hillier  | 45' |
| 12 | MED | Stephen Morrow | 47' |

|  | 67'  | Juan Esnáider | 1-0 |
|  | 120' | Nayim         | 2-1 |

|  | 75' | John Hartson | 1-1 |

|  | 6'   | Francisco Higuera |
|  | 66'  | Alberto Belsué    |
|  | 85'  | Santiago Aragón   |
|  | 120' | Nayim             |

|  | 2'  | John Hartson |
|  | 32' | Paul Merson  |

| Árbitro | Piero Ceccarini |

| 1  | POR | Andoni Cedrún     |     |
| 2  | DEF | Alberto Belsué    |     |
| 3  | DEF | Jesús Solana      |     |
| 4  | DEF | Fernando Cáceres  |     |
| 5  | DEF | Nayim             |     |
| 6  | MED | Xavier Aguado     |     |
| 7  | MED | Miguel Pardeza    |     |
| 8  | MED | Santiago Aragón   |     |
| 9  | DEL | Juan Esnáider     |     |
| 10 | DEL | Francisco Higuera | 68' |
| 11 | DEL | Gustavo Poyet     |     |
| DT | DT  | Víctor Fernández  |     |

| 1  | POR | David Seaman     |     |
| 2  | DEF | Lee Dixon        |     |
| 3  | DEF | Nigel Winterburn | 47' |
| 4  | DEF | Stefan Schwarz   |     |
| 5  | DEF | Andrew Linigham  |     |
| 6  | MED | Tony Adams       |     |
| 7  | MED | Martin Keown     | 45' |
| 8  | MED | Ian Wright       |     |
| 9  | MED | John Hartson     |     |
| 10 | DEL | Paul Merson      |     |
| 11 | DEL | Raymond Parlour  |     |
| DT | DT  | Stewart Houston  |     |

| 14 | DEL | Jesús García Sanjuán | 68' 114' |
| 15 | DEL | Geli                 | 114'     |

| 13 | MED | David Hillier  | 45' |
| 12 | MED | Stephen Morrow | 47' |

|  | 67'  | Juan Esnáider | 1-0 |
|  | 120' | Nayim         | 2-1 |

|  | 75' | John Hartson | 1-1 |

|  | 6'   | Francisco Higuera |
|  | 66'  | Alberto Belsué    |
|  | 85'  | Santiago Aragón   |
|  | 120' | Nayim             |

|  | 2'  | John Hartson |
|  | 32' | Paul Merson  |

| Árbitro | Piero Ceccarini |

| England                         |
| Campeón Real Zaragoza 1° título |

## Goleadores
A continuación se detallan los máximos goleadores del torneo:
| Jugador            | Club                |   |
| ------------------ | ------------------- | - |
| Ian Wright         | Arsenal             | 9 |
| Juan Esnáider      | Real Zaragoza       | 8 |
| Henrik Larsson     | Feyenoord           | 6 |
| Kliton Bozgo       | N. K. Maribor       | 5 |
| Péter Lipcsei      | Ferencvárosi T. C.  | 4 |
| Bent Inge Johnsen  | F. K. Bodø/Glimt    | 4 |
| Péter Lipcsei      | Ferencvárosi T. C.  | 4 |
| Robert Kocis       | F. C. Tatran Prešov | 4 |
| Lorenzo Staelens   | Club Brujas         | 3 |
| Paul Furlong       | Chelsea             | 3 |
| Sabri Lamouchi     | Auxerre             | 3 |
| Alexis Alexoudis   | Panathinaikos       | 3 |
| Milko Gjurovski    | N. K. Maribor       | 3 |
| Krzysztof Warzycha | Panathinaikos       | 3 |
| Eugen Neagoe       | Ferencváros         | 3 |
| Ljubinko Drulović  | Porto               | 3 |
| Vladislav Zvara    | Tatran Prešov       | 3 |
| Ante Šimundža      | N. K. Maribor       | 3 |
| Miguel Pardeza     | Real Zaragoza       | 3 |
| Gustavo Poyet      | Real Zaragoza       | 3 |